# Петер, Йозеф
Йозеф Петер (нем. Joseph Peter; род. 23 декабря 1949) — швейцарский легкоатлет, специалист по бегу на длинные дистанции и марафону. Выступал на профессиональном уровне в 1979—1988 годах, двукратный чемпион Швейцарии в марафоне, победитель и призёр ряда крупных международных стартов на шоссе, участник летних Олимпийских игр в Москве.

## Биография
Йозеф Петер родился 23 декабря 1949 года.
Первые успехи на международном уровне показал в сезоне 1979 года, в частности занял 29-е место на Гран-при Европы в Брюсселе, с результатом 2:19:18 финишировал девятым на Кошицком международном марафоне мира.
В 1980 году с результатом 2:18:55 одержал победу на чемпионате Швейцарии по марафону в Гурмельсе, с личным рекордом 2:16:41 стал вторым на открытом чемпионате Германии в Вальдкрайбурге. Благодаря череде успешных выступлений удостоился права защищать честь страны на летних Олимпийских играх в Москве — в программе марафона показал время 2:24:53, расположившись в итоговом протоколе соревнований на 40-й строке. На Кошицком марафоне этого года занял 12-е место.
В 1982 году выиграл чемпионат Швейцарии по марафону в Нефельсе, стал шестым на Франкфуртском марафоне, превзошёл всех соперников на марафоне во французском Нёф-Бризак.
В 1983 году был седьмым на Каталонском марафоне в Барселоне, 13-м на Франкфуртском марафоне, 11-м на марафоне в Колумбусе.
На Франкфуртском марафоне 1984 года показал 22-й результат (2:16:54).
В 1985 году финишировал вторым на марафоне в Цюрихе, победил на марафоне в Жюсси.
В 1986 году стал вторым на Женевском международном марафоне, был лучшим на Шварцвальдском марафоне в Бройнлингене.
В 1987 году отметился выступлением на Берлинском марафоне, где с результатом 2:21:04	занял 48-е место.
В 1988 году вновь выиграл Шварцвальдский марафон в Бройнлингене и на этом завершил карьеру профессионального спортсмена.